# 任天堂電子遊戲系列列表

任天堂公司商標

任天堂為世界主要的電子遊戲公司之一，同時也擔綱消費電子產品製作及銷售的電子遊戲公司之一。該公司成立至今亦推出不少系列作品，當中又以瑪利歐、薩爾達傳說、動物森友會和斯普拉遁較爲人知。以下將列出任天堂自成立以來所推出的各個遊戲系列，該列表將以各系列推出年份排序，而各遊戲系列中文譯名將以官方譯名爲準，倘若無官方譯名，則已相關地區代理譯名爲主。

## 瑪利歐系列

### 系列遊戲作品
| 推出年份 | 系列              | 系列       | 首部作品                          | 最新作品                             | 距離最新作品 發售至今 |
| 推出年份 | 中文              | 日文／英文 | 首部作品                          | 最新作品                             | 距離最新作品 發售至今 |
| -------- | ----------------- | ---------- | --------------------------------- | ------------------------------------ | --------------------- |
| 1985     | 超級瑪利歐        | ／         | 超級瑪利歐兄弟（1985）            | 超級瑪利歐兄弟 驚奇（2023）          | 1年8个月3周又6天      |
| 1987     | 瑪利歐高爾夫      | ／         | 瑪利歐高爾夫公開賽（1987）        | 瑪利歐高爾夫 超級衝衝衝（2021）      | 4年3周又1天           |
| 1990     | 瑪利歐醫生        | ／         | 瑪利歐醫生（1990）                | 瑪利歐醫生世界（2019）               | 6年1周                |
| 1992     | 瑪利歐賽車        | ／         | 超級瑪利歐賽車（1992）            | 瑪利歐賽車世界（2025）               | 1个月1周又5天         |
| 1995     | 瑪利歐網球        | ／         | 瑪利歐網球（1995）                | 瑪利歐網球 王牌高手（2018）          | 7年3周又4天           |
| 1998     | 瑪利歐派對        | ／         | 瑪利歐派對（1998）                | 超級瑪利歐派對 空前盛會（2024）      | 9个月                 |
| 2000     | 紙片瑪利歐        | ／         | 紙片瑪利歐（2000）                | 紙片瑪利歐RPG（2024；重製）          | 1年1个月3周又3天      |
| 2003     | 瑪利歐＆路易吉RPG | ／         | 瑪利歐＆路易吉RPG（2003）         | 瑪利歐＆路易吉RPG 兄弟齊航！（2024） | 8个月1周又3天         |
| 2005     | 瑪利歐棒球        | ／         | 超級瑪利歐體育場 奇蹟棒球（2005） | 超級瑪利歐體育場 家庭棒球（2008）    | 17年4周               |
| 2005     | 瑪利歐激戰前鋒    | ／         | 超級瑪利歐激戰前鋒（2005）        | 瑪利歐激戰前鋒 戰鬥聯賽（2022）      | 3年1个月又1周         |

### 衍生作品
| 推出年份 | 系列            | 系列       | 首部作品                            | 最新作品                      | 距離最新作品 發售至今 |
| 推出年份 | 中文            | 日文／英文 | 首部作品                            | 最新作品                      | 距離最新作品 發售至今 |
| -------- | --------------- | ---------- | ----------------------------------- | ----------------------------- | --------------------- |
| 1981     | 咚奇剛          | ／         | 咚奇剛（1981）                      | 咚奇剛 蕉力全開（2025）       | 0天                   |
| 1991     | 耀西            | ／         | 耀西的蛋（1991）                    | 耀西的手工世界（2019）        | 6年3个月2周又4天      |
| 1994     | 瓦利歐樂園      | ／         | 超級瑪利歐樂園3：瓦利歐樂園（1994） | 瓦利歐樂園Shake（2008）       | 16年11个月3周又2天    |
| 2001     | 路易吉洋樓      | ／         | 路易吉洋樓（2001）                  | 路易吉洋樓2 HD（2024；移植）  | 1年2周又6天           |
| 2003     | 瓦利歐製造      | ／         | 瓦利歐製造（2003）                  | 超級舞動 瓦利歐製造（2023）   | 1年8个月又2周         |
| 2004     | 瑪利歐vs.咚奇剛 | ／         | 瑪利歐vs.咚奇剛（2004）             | 瑪利歐vs.咚奇剛（2024；重製） | 1年5个月又1天         |

### 跨界合作作品
| 推出年份 | 系列                      | 系列       | 首部作品                         | 最新作品                         | 距離最新作品 發售至今 |
| 推出年份 | 中文                      | 日文／英文 | 首部作品                         | 最新作品                         | 距離最新作品 發售至今 |
| -------- | ------------------------- | ---------- | -------------------------------- | -------------------------------- | --------------------- |
| 2007     | 瑪利歐&索尼克 AT 奧林匹克運動會 | ／         | 瑪利歐&索尼克 AT 北京奧運（2007）      | 瑪利歐&索尼克 AT 2020東京奧運（2019）  | 5年8个月2周又2天      |
| 2017     | 瑪利歐+瘋狂兔子           | ／         | 瑪利歐+瘋狂兔子 王國之戰（2017） | 瑪利歐+瘋狂兔子 希望之星（2022） | 2年8个月3周又6天      |

## 其他遊戲系列
| 推出年份 | 系列              | 系列        | 首部作品                               | 最新作品                                         | 距離最新作品 發售至今 |
| 推出年份 | 中文              | 日文／英文  | 首部作品                               | 最新作品                                         | 距離最新作品 發售至今 |
| -------- | ----------------- | ----------- | -------------------------------------- | ------------------------------------------------ | --------------------- |
| 1983     | 拳無虛發          | ／          | 拳无虚发（1983）                       | 道克·路易斯的拳無虛發（2009）                    | 15年8个月2周又6天     |
| 1984     | 氣球大戰          | ／          | 气球大战（1984）                       | 金克爾的氣球大戰DS（2007）                       | 18年3个月又5天        |
| 1984     | 越野摩托車        | ／          | 越野摩托车（1984）                     | 越野摩托車：世界拉力賽（2009）                   | 15年8个月1周又1天     |
| 1986     | 薩爾達傳說        | ／          | 塞尔达传说（1986）                     | 薩爾達傳說 智慧的再現（2024）                    | 9个月3周              |
| 1986     | 密特羅德          | ／          | 密特羅德（1986）                       | 密特羅德 究極（2023；複刻）                      | 2年5个月1周又2天      |
| 1986     | 光神話            | ／          | 光神话 帕尔提娜之镜（1986）            | 新·光神話 帕爾提娜之鏡（2012）                   | 13年3个月3周又4天     |
| 1988     | Famicom偵探俱樂部 | ／          | Famicom偵探俱樂部 消失的繼承者（1988） | Famicom侦探俱乐部 笑脸男EMIO（2024）             | 10个月2周又4天        |
| 1988     | 任天堂戰爭        | ／          | 任天堂战争（1988）                     | 高级战争1+2：重新训练营（2023）                  | 2年2个月3周又5天      |
| 1989     | 地球冒險          | ／          | 地球冒險（1989）                       | 地球冒险3（2006）                                | 19年2个月3周又6天     |
| 1990     | Fire Emblem       | ／          | Fire Emblem 暗黑龙与光之剑（1990）     | Fire Emblem Engage（2023）                       | 2年5个月3周又6天      |
| 1990     | F-Zero            | F-Zero      | F-Zero（1990）                         | F-Zero 99（2023）                                | 1年10个月又3天        |
| 1990     | StarTropics       | StarTropics | StarTropics（1990）                    | Zoda's Revenge: StarTropics II（1994）           | 31年4个月又2天        |
| 1990     | 飛行俱樂部        | ／          | 飛行俱樂部（1990）                     | 飛行俱樂部 度假勝地（2011）                      | 14年3个月3周又1天     |
| 1992     | 星之卡比          | ／          | 星之卡比（1992）                       | 星之卡比 Wii 豪華版（2023）                      | 2年4个月3周又2天      |
| 1993     | 星際火狐          | ／          | 星际火狐（1993）                       | 星际火狐2（2017）                                | 7年9个月2周又4天      |
| 1995     | 繪圖方塊          | ／          | 瑪利歐繪圖方塊（1995）                 | 繪圖方塊S NAMCO LEGENDARY edition（2024）        | 1年1个月2周又3天      |
| 1995     | 面板方塊          | ／          | 花仙子方塊（1995）                     | 輕鬆面板方塊（2009）                             | 15年10个月2周又3天    |
| 1996     | 寶可夢            | ／          | 寶可夢 紅／綠（1996）                  | 寶可夢 朱／紫（2022）                            | 2年7个月4周又1天      |
| 1998     | 1080°             | ／          | 1080°滑雪（1998）                      | 1080°雪崩（2003）                                | 21年7个月2周又5天     |
| 1999     | 任天堂明星大亂鬥  | ／          | 任天堂明星大亂鬥（1999）               | 任天堂明星大亂鬥 特別版（2018）                  | 6年7个月1周又3天      |
| 1999     | 組合機械人        | ／          | 組合機械人（1999）                     | 激鬥！組合機器人（2006）                         | 18年8个月又4周        |
| 2000     | 罪与罚            | ／          | 罪与罚 ～地球的继承者～（2000）        | 罪与罚 ～宇宙的后继者～（2009）                  | 15年8个月2周又4天     |
| 2001     | 滾滾歡樂球        | ／          | 滾滾歡樂球（2001）                     | 轉轉鳥猛擊！（2004）                             | 20年9个月又3天        |
| 2001     | 動物森友會        | ／          | 動物森友會（2001）                     | 集合啦！動物森友會（2020）                       | 5年3个月3周又6天      |
| 2001     | 黃金太陽          | ／          | 黃金太陽 開啟的封印（2001）            | 黃金太陽 漆黑的黎明（2010）                      | 14年8个月2周又5天     |
| 2001     | 皮克敏            | ／          | 皮克敏（2001）                         | 皮克敏4（2023）                                  | 1年11个月3周又5天     |
| 2002     | 傳說的斯塔菲      | ／          | 传说的斯塔菲（2002）                   | 传说的斯塔菲 对决！黛尔海盗团（2008）            | 16年1个月1周又2天     |
| 2004     | 明星樂團大合奏    | ／          | 明星樂團大合奏（2004）                 | 明星樂團大合奏P（2013）                          | 11年8个月又3天        |
| 2005     | Another Code      | ／          | Another Code 兩種記憶（2005）          | Another Code 回憶錄：兩種記憶 / 記憶之門（2024） | 1年5个月又4周         |
| 2005     | 任天狗狗          | ／          | 任天狗狗（2005）                       | 任天狗狗+貓貓（2011）                            | 14年4个月又3周        |
| 2005     | 脑锻炼            | ／          | 大人的DS腦力鍛鍊（2005）               | 大人的Nintendo Switch腦部鍛鍊（2019）            | 5年6个月2周又6天      |
| 2005     | 小小機器人        | ／          | 小小機器人（2005）                     | 套索行動！團團圓圓！小小機器人（2015）           | 9年9个月1周又2天      |
| 2005     | 靈活腦學校        | ／          | 靈活腦學校（2005）                     | 靈活腦學校 一起伸展大腦（2021）                  | 3年7个月又2周         |
| 2005     | 應援團            | ／          | 押忍！戰鬥！應援團（2005）             | 燃燒！熱血韻律魂 押忍！戰鬥！應援團2（2007）     | 18年2个月             |
| 2006     | 节奏天国          | ／          | 节奏天国（2006）                       | 节奏天国 The best+（2015）                       | 10年1个月又6天        |
| 2006     | Wii               | Wii         | Wii運動（2006）                        | Nintendo Switch 運動（2022）                     | 3年2个月2周又4天      |
| 2008     | 化石挖掘者        | ／          | 我們是化石挖掘者（2008）               | 化石挖掘者 無限啟動（2014）                      | 11年4个月2周又6天     |
| 2008     | 淑女風範          | ／          | 自我時尚 淑女風範（2008）              | 淑女風範4 星光設計師（2017）                     | 7年8个月2周又1天      |
| 2009     | 朋友收集          | ／          | 朋友收集（2009）                       | Tomodachi Life 朋友收集 新生活（2013）           | 12年2个月4周又1天     |
| 2010     | 異度神劍          | ／          | 異度神劍（2010）                       | 異度神劍X 終極版（2025；複刻）                   | 3个月3周又6天         |
| 2011     | 推拉方塊          | ／          | 推拉方塊（2011）                       | 推拉方塊 快樂大陸（2015）                        | 10年2个月又5天        |
| 2012     | 滾滾西部          | ／          | 滾滾西部（2012）                       | 死亡熱力破碎機（2018）                           | 7年2个月又3周         |
| 2015     | 盒箱男孩!         | ／          | 盒箱男孩!（2015）                      | 盒箱男孩! 與 盒箱女孩!（2019）                   | 6年2个月又3周         |
| 2015     | 斯普拉遁          | ／          | 斯普拉遁（2015）                       | 斯普拉遁3（2022）                                | 2年10个月1周又1天     |

## 出資遊戲系列
列於此列表的遊戲相關版權并非由任天堂持有，任天堂在作為相關遊戲系列的出資方時不僅獲得了資助遊戲的授權合約，同時也擔任了該遊戲的發行商，並致使相關遊戲系列并未在任天堂平台以外的遊戲軟件上發行（零系列除外）。由於前述的情況所致，而讓不少玩家將該遊戲系列看作是任天堂的遊戲系列之一。
出資遊戲系列一覽
| 資助年份 （推出年份）  | 系列                   | 首部作品               | 最新作品                              | 距離最新作品 發售至今                     |                        |                        |                        |                        |                        |
| 資助年份 （推出年份）  | 中文                   | 首部作品               | 最新作品                              | 距離最新作品 發售至今                     | 日文／英文             |                        |                        |                        |                        |
| 版權歸屬方：萬代南夢宮 | 版權歸屬方：萬代南夢宮 | 版權歸屬方：萬代南夢宮 | 版權歸屬方：萬代南夢宮                | 版權歸屬方：萬代南夢宮                    | 版權歸屬方：萬代南夢宮 | 版權歸屬方：萬代南夢宮 | 版權歸屬方：萬代南夢宮 | 版權歸屬方：萬代南夢宮 | 版權歸屬方：萬代南夢宮 |
| ---------------------- | ---------------------- | ---------------------- | ------------------------------------- | ----------------------------------------- | ---------------------- | ---------------------- | ---------------------- | ---------------------- | ---------------------- |
| 2005 （2003）          | 拔天海拓史             | ／Baten Kaitos         | 拔天海拓史 永恆之翼與失落之海（2003） | 拔天海拓史 I・II HD Remaster（2023）      | 1年10个月又3天         |                        |                        |                        |                        |
| 版權歸屬方：大宮軟體   |                        |                        |                                       |                                           |                        |                        |                        |                        |                        |
| 2008 （1997）          | 戰略紙牌               | ／Culdcept             | 卡片術士西普特（1997）                | 戰略紙牌 起義（2016）                     | 9年1周又3天            |                        |                        |                        |                        |
| 版權歸屬方：光榮特庫摩 |                        |                        |                                       |                                           |                        |                        |                        |                        |                        |
| 2008 （2001）          | 零                     | ／Fatal Frame          | 零～zero～（2001）                    | 零～月蝕的假面～（2023；移植）            | 2年4个月1周又1天       |                        |                        |                        |                        |
| 版權歸屬方：世嘉       |                        |                        |                                       |                                           |                        |                        |                        |                        |                        |
| 2012 （2009）          | 蓓優妮塔               | ／Bayonetta            | 蓓優妮塔（2009）                      | 蓓優妮塔 起源：瑟蕾莎與迷失的惡魔（2023） | 2年4个月               |                        |                        |                        |                        |

## 註解
1. ↑  台灣地區舊譯『瑪莉歐』；中國大陸地區舊譯『马里奥』；香港地區舊譯『瑪利奧』。
2. ↑  中文舊譯為『大金剛』。官方於2017年譯作『森喜剛』，並於2022年譯作現名。
3. ↑  台灣地區舊譯『壞利歐』；中國大陸地區舊譯『瓦力歐』；香港地區舊譯『華利奧』。
4. ↑  台灣和香港地區翻譯為『薩爾達傳說』；中國大陸地區翻譯為『塞爾達傳說』。
5. ↑  中文舊譯為『銀河戰士』。
6. ↑  官方中文翻譯以英文原文爲主，台灣地區另譯『聖火降魔錄』；中國大陸和香港地區另譯『火焰之紋章』。
7. ↑  官方中文翻譯以英文原文爲主，中國大陸地區另譯『零式賽車』。
8. ↑  此系列未在日本地區發行。
9. ↑  台灣地區舊譯『神奇寶貝』；香港地區舊譯『寵物小精靈』。官方於2017年譯作『精靈寶可夢』，並於2019年譯作現名。
10. ↑  中文舊譯為『動物之森』。
11. ↑  官方中文翻譯以英文原文爲主，中國大陸地區舊譯『異色代碼』。
12. ↑  美版的英文名稱為Trace Memory，於2023年跟進歐版名稱。
13. ↑  歐版的名稱為Rhythm Paradise。
14. ↑  台灣和香港地區舊譯『異域神劍』；中國大陸地區舊譯『異度之刃』。
15. ↑  台灣地區舊譯『漆彈大作戰』；中國大陸地區舊譯『噴射戰士』。
16. ↑  中文舊譯為『霸天開拓史』。
17. ↑  和其他出資遊戲不同，由任天堂出資並參與開發的後續作品皆有在非任天堂軟體上發售（主要由光榮特庫摩發行）。
18. ↑  歐版的英文名稱為Project Zero。
19. ↑  台灣和香港地區舊譯『魔兵驚天錄』；中國大陸地區舊譯『獵天使魔女』。三地區的譯名分別使用於第一作的繁/簡中語體的副標題中。